# Antonio Rosati
Pour les articles homonymes, voir Rosati (homonymie).
Antonio Rosati, né le 26 juin 1983 à Tivoli, est un footballeur italien évoluant au poste de gardien de but.

## Biographie

### Carrière en club

#### Réserve
Rosati commence en 2000 avec le club de l'AS Lodigiani en Serie C1. Avant le début de la saison 2002-2003, il est recruté par l'US Lecce, évoluant une division au-dessus. Il regarde la saison 2003-2004 depuis son banc avant de jouer son premier match en professionnel le 13 février 2005 contre le Chievo Vérone, où il n'encaissera aucun but.

#### Prêt
Après avoir fait son premier match, son club le prête au Sambenedettese Calcio évoluant en troisième division mais le prêt ne dure pas puisque Rosati rejoue pour Lecce le 12 mars 2006 contre l'ACR Messine et encaissera son premier but à cinq minutes du terme par Roberto Nanni.

#### Retour à Lecce
Le club est relégué à la fin de la saison 2005-2006 en Serie B et Rosati commence à occuper une place importante au sein de l'équipe jouant onze matchs en 2006-07 et vingt en 2007-08. En 2008-2009, il ne joue que quatre matchs.

#### Torino FC
Après être passé notamment par Naples et la Fiorentina, Antonio Rosati s'engage avec le Torino le 12 juillet 2018 pour un contrat d'un an.

## Palmarès
- SSC Naples :
  - Vainqueur de la Coupe d'Italie en 2012.